# Allium nevsehirense
Allium nevsehirense är en amaryllisväxtart som beskrevs av Mehmet Koyuncu och Fania Weissmann- Kollmann. Allium nevsehirense ingår i släktet lökar, och familjen amaryllisväxter. Inga underarter finns listade i Catalogue of Life.